# 長崎東照宮
長崎東照宮（ながさきとうしょうぐう）は、長崎に勧請された東照宮。
鎮座地は長崎市上西山町。社殿は3間1戸の素木による入母屋造で、正面には石鳥居がある。境内の一角には、長崎県神社庁舎が建てられている。
諏訪神社では宝暦年間から毎年正月に境内の井戸の若水を汲み、東照宮に奉納する神事が行われていた。

## 歴史
寛文12年（1672年）正月16日夜半に、山鳴りや地動きがして、安禅寺の堂に日光が満ちて日輪のような形を現したという。翌13年（1673年）、その話を聞いた長崎奉行牛込忠左衛門が寺の上段に徳川将軍家の霊廟として東照宮を建立した。同年1月16日に着工し、同10月16日に竣工した。
この後、東照宮は代々の長崎奉行や士庶の崇敬を受け、幕末に参拝した勝海舟が脇差を奉納した。
東照宮の別当寺僧侶は、長崎の地役人たちと同様の扱いを受け、彼らと同じように受用銀を配分されていた。
明治元年に安禅寺が廃寺となった後、奉祀する社掌もなく社殿が荒廃したため、一時諏訪神社に合祀された。1897年（明治30年）に社殿が再建され、長崎地方官の高木忠悦が社掌に任じられた。1910年（同43年）、長崎総町集会が開かれ、御宮は東照宮神社として諏訪神社の末社となることが決まった。